# 満洲国の祝祭日
満洲国の祝祭日（まんしゅうこくのしゅくさいじつ）では、満洲国で制定された祝祭日、記念日について説明する。
| 日付          | 祝祭日名                 | 備考                             |
| ------------- | ------------------------ | -------------------------------- |
| 1月1日        | 元日                     | 新年を祝う日                     |
| 2月6日        | 万寿節                   | 皇帝の誕生を祝う日               |
| 2月11日       | 紀元節                   | 日本の建国を祝う日               |
| 3月1日        | 建国節                   | 満洲国の建国を祝う日             |
| 3月7日        | 建国招魂祭               | 満洲国に殉じた英霊を祀る日       |
| 3月8日        | 建国慰霊祭               | 満洲国に殉じた英霊を祀る日       |
| 3月10日       | 陸軍記念日               | 日本陸軍の記念日                 |
| 3月23日       | 北鉄接収記念日           | 東清鉄道接収を記念する日         |
| 4月29日       | 天長節                   | 天皇の誕生を祝う日               |
| 4月30日       | 忠霊塔春季慰霊祭         | 満洲国に殉じた英霊を祀る日       |
| 5月2日        | 訪日宣詔記念日           | 「回鑾訓民詔書」宣布を記念する日 |
| 5月27日       | 海軍記念日               | 日本海軍の記念日                 |
| 5月31日       | 建国忠霊廟祭             | 満洲国に殉じた英霊を祀る日       |
| 7月1日        | 司法記念日               |                                  |
| 7月7日        | 興亜記念日               |                                  |
| 7月7日        | 聖戦記念日               | 日中戦争開戦を記念する日         |
| 7月15日       | 元神祭                   | 天照大神を祀る日                 |
| 7月20日       | 海の記念日               |                                  |
| 7月25日       | 協和会創立記念日         | 満洲国協和会創立を記念する日     |
| 9月14日       | 建国忠霊廟秋祭           | 満洲国に殉じた英霊を祀る日       |
| 9月15日       | 友邦承認記念日           | 日満議定書調印を記念する日       |
| 9月18日       | 満洲事変記念日           | 満洲事変開始を記念する日         |
| 9月19日       | 忠霊塔秋季慰霊祭         | 満洲国に殉じた英霊を祀る日       |
| 9月20日       | 航空日                   |                                  |
| 10月1日       | 満洲国赤十字社創立記念日 | 満洲国赤十字社創立を記念する日   |
| 旧暦1月1日    | 春節                     | 旧正月を祝う日                   |
| 旧暦1月15日   | 元宵節                   | 旧正月後、初の満月の日を祝う日   |
| 旧暦2月上丁日 | 春丁祀孔                 | 春に孔子を祀る日                 |
| 旧暦穀雨日    | 祈穀祭                   | 五穀豊穣を祈る日                 |
| 旧暦5月5日    | 端午節                   | 邪気払いをし、健康を祈願する日   |
| 旧暦8月上丁日 | 秋丁祀孔                 | 秋に孔子を祀る日                 |
| 旧暦8月15日   | 仲秋節                   | 月を鑑賞する日                   |
| 旧暦12月30日  | 除夕                     | 旧暦大晦日を祝う日               |

## 関連図書
- 貴志俊彦『満洲国のビジュアル・メディア――ポスター・絵はがき・切手』吉川弘文館、2010